# Louis-Jean Henry de Vaujany
Louis-Jean Henry de Vaujany, comte de Vaujany, baron de Chasteauneuf, capitaine d'arme du roi, né en 1486, a été tué lors du siège de Rhodes en 1522,.
En 1675, sous le règne de Louis XIV, son petit neveu, le père Antonioni, né Antoine de Monteynard, fit transférer sa dépouille dans les caveaux de la Chapelle Saint Louis, de l'ancienne ambassade de France à Istanbul,.